# Ferrari 599 GTO
O Ferrari 599 GTO é um automóvel produzido pela Ferrari sendo este modelo uma versão de estrada do 599XX. Segundo a Ferrari, o 599 GTO é o carro de rua mais veloz já fabricado, capaz de completar o circuito de teste de Fiorano em 1 minuto e 24 segundos, um segundo mais rápido que a Ferrari Enzo. Seu motor faz de 0 a 100 em menos de 3,35 segundo e tem uma velocidade máxima de mais de 335 km/h, o 599 GTO pesa quase 100kg menos do que o GTB padrão. A produção é limitada a 599 carros. Destes, cerca de 125 foram produzidos para o mercado dos Estados Unidos.
A Ferrari deu apenas dois outros modelos a designação GTO: 1962 250 GTO e o 1984 288 GTO ao contrário dos GTOs anteriores, entretanto, o 599 GTO não foi projetado para homologação em qualquer série de corrida.